# Speed (kolejka górska)
Speed Water Coaster – stalowa wodna kolejka górska firmy Intamin w parku Energylandia w Polsce. Przy spadku z wysokości 50 m i prędkości 101 km/h jest najwyższą (ex aequo z kolejką Divertical w parku Mirabilandia we Włoszech) i najszybszą wodną kolejką górską na świecie. 

## Historia
Budowa kolejki wodnej w parku Energylandia została ogłoszona w październiku 2016 roku, obok innych atrakcji planowanych na sezon 2017.
Kolejka została otwarta 2 kwietnia 2018 roku, wraz z początkiem sezonu 2018.

## Opis przejazdu
Łódka mieszcząca 10 osób opuszcza stację po pochylni i wypływa na tor wodny, który łagodnym slalomem w lewo prowadzi ją do głównej wieży kolejki. Na jej szczyt łódka wciągana jest przy pomocy pionowej windy. Następnie łódka zjeżdża z wysokości 50 m po pochylonym pod kątem 45° torze. U podnóża pierwszego spadku przejeżdża ona przez pierwszy segment wodny, po czym pokonuje niskie wzniesienie, skręca w lewo, wykonuje prawoskrętną spiralę 360°, po czym wpada do kanału z wodą generując drugi, silniejszy, efekt splash. Po wyhamowaniu łódki przez wodę, wraca ona powoli na stację.

## Miejsce w rankingach
Kolejka Speed otrzymała nagrodę Park World Excellence Awards Europe dla najlepszej wodnej atrakcji roku 2018 w Europie.
| European Star Award – Top 10 wodnych atrakcji w Europie | European Star Award – Top 10 wodnych atrakcji w Europie | European Star Award – Top 10 wodnych atrakcji w Europie |
| ------------------------------------------------------- | ------------------------------------------------------- | ------------------------------------------------------- |
| 2018                                                    | 2019                                                    | 2020                                                    |
| –                                                       | 9                                                       | 7                                                       |